# Bolla de pelussa (teoria de cordes)

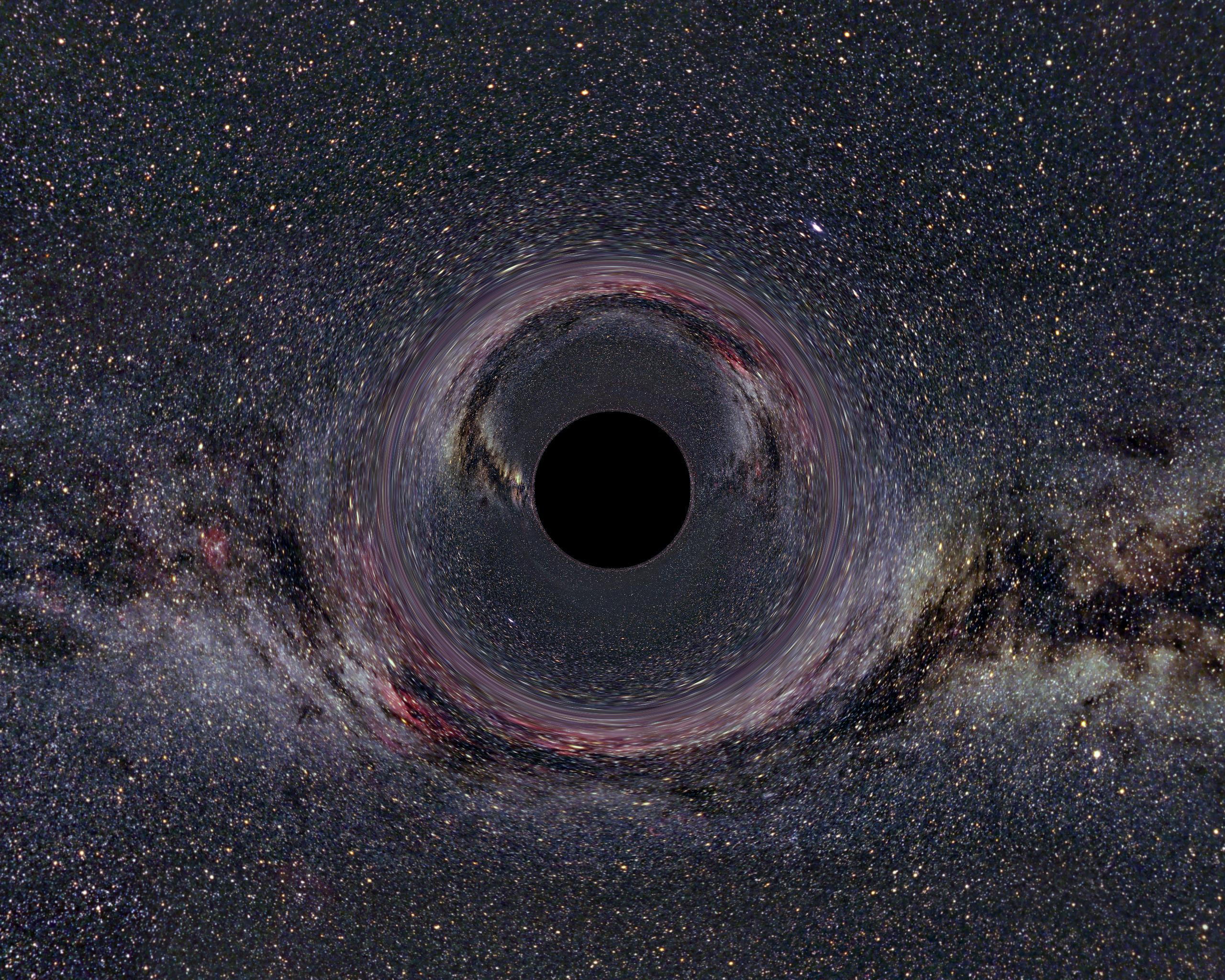
Boles de pelussa teòriques, com els clàssics forats negres, que distorsionen l'espaitemps i dobleguen la llum. En el dibuix artístic, els límits del punt central fosc, l'horitzó d'esdeveniments, delimita no sols el llindar on la seva velocitat d'escapament iguala la velocitat de la llum, sinó també el de la superfície física de la bola de pelussa (fuzzball)

Una bolla de pelussa o bola de pelussa (Fuzzballs en anglès) seria la veritable descripció quàntica dels forats negres segons alguns científics de la teoria de supercordes. Aquesta teoria resoldria dos problemes intractables que els clàssics forats negres suposen per la física moderna:
1. La paradoxa de la informació, en la qual la informació quàntica lligada a la matèria que cau i a l'energia desapareix completament en una singularitat, és a dir, el forat negre se sotmetria a un canvi físic zero en la seva composició, sense tenir en compte la natura del que hi caigui.
2. La singularitat al cor del forat negre, on la teoria del forat negre convencional afirma que hi ha un corbament d'espaitemps infinit a causa d'un camp gravitatori infinitament intens d'una regió de volum zero. La física moderna es trenca quan els paràmetres són infinit i zero.[Nota 1]

La teoria de la bola de pelussa substitueix la singularitat en el centre d'un forat negre postulant que tota la regió de l'horitzó d'esdeveniments del forat negre és, de fet, una bola de cordes, que estan avançades com els últims blocs de construcció de la matèria i l'energia. Les cordes, es creu que són paquets d'energia vibrant de manera complexa en les tres dimensions físiques de l'espai i també en direccions compactes —dimensions extres entreteixides en l'escuma quàntica.

## Característiques físiques

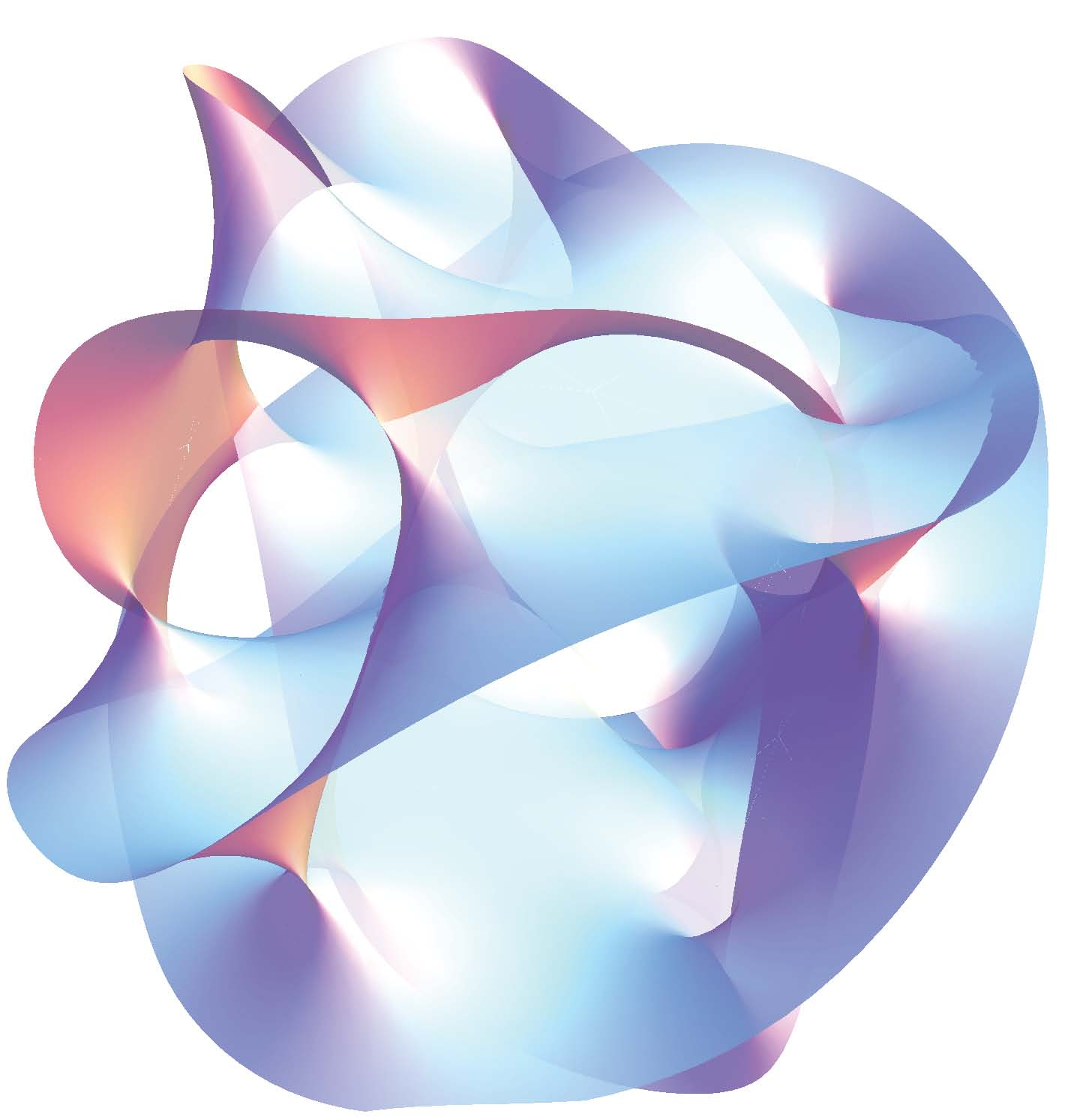
En alguns tipus de teoria de supercordes —la base de la teoria de la bola de pelussa—, les dimensions extra de l'espaitemps, es creu que es formen a partir d'una varietat de Calabi-Yau de sis dimensions

Samir Mathur i Oleg Lunin de la Universitat Estatal d'Ohio, proposaren que els forats negres eren de fet esferes de cordes amb un volum definit i no una singularitat, com manté el punt de vista clàssic, un punt amb zero dimensions, zero volum, on es concentra la massa total del forat negre.
La teoria de cordes sosté que els constituents fonamentals de les partícules subatòmiques, incloent-hi les partícules mediadores (quarks, leptons, fotons, i gluons), són compresos en una corda unidimensional d'energia que adquireix la seva identitat mitjançant la vibració en diferents modes i/o freqüències. A diferència de la visió d'un forat negre com a singularitat, una petita bola de pelussa es podria pensar com un estel de neutrons extradens on els seus neutrons s'ha descompost o desfet alliberant els quarks (cordes, en la teoria de cordes) comprimint-los. D'aquesta manera, les boles de pelussa es podrien veure com la forma més extrema de matèria degenerada.